# Elbuntu
Elbuntu是Ubuntu计划衍生出的非正式的发布版本，采用Enlightenment0.17作为桌面环境。
Elbuntu原名Ebuntu；為避免與Edubuntu混淆，2006年12月4日正式投票通過更名為「Elbuntu」。

## 参看
- Ubuntu
- Kubuntu
- Edubuntu
- Xubuntu

## 外部連結
Elbuntu的launchpad頁面（页面存档备份，存于）